# Neobatrachus sutor
Neobatrachus sutor és una espècie de granota que viu a Austràlia.